# Mop Mop
Pour les articles homonymes, voir MOP et Benini.
 (mai 2015).
Si vous disposez d'ouvrages ou d'articles de référence ou si vous connaissez des sites web de qualité traitant du thème abordé ici, merci de compléter l'article en donnant les références utiles à sa vérifiabilité et en les liant à la section « Notes et références ».
Andrea Benini, né le 14 mars 1977 à Cesena), plus connu sous son nom de scène Mop Mop, est un musicien et un producteur italien de musique jazz et funk. Son groupe de scène se nomme Mop Mop Combo. L'artiste mixe aussi régulièrement dans le monde entier.

## Biographie
Mop Mop a acquis une reconnaissance internationale en 2012 en assurant la bande sonore du film To Rome with Love dirigé par le metteur en scène Woody Allen.

## Parcours artistique
Le projet Mop Mop est né à Bologne en 2000 avec Alex Trebo au piano, Pasquale Mirra au vibraphone, Salvatore Lauriola à la contrebasse, Guglielmo Pagnozzi au saxophone et Danilo Mineo aux percussions.
En 2003, le groupe Mop Mop a enregistré son premier album The 11th Pill qui est sorti en 2005. Le metteur en scène Woody Allen a choisi un titre intitulé Three Times Bossa de cet album pour son film  To Rome With Love.
Les deux albums suivants Kiss of Kal et Ritual Of the Savage ont été produits par INFRACom!
En 2013, est sorti leur quatrième album chez Agogo Records/!K7 intitulé Isle Of Magic. Sur cet album, Mop Mop a collaboré avec le légendaire tromboniste des JB's Fred Wesley pour le titre intitulé  Run Around. L'artiste de Trinidad Anthony Joseph chante sur trois titres de l'album (Let I Go, Heritage et Run Around). Le titre Run Around a été récompensé comme le meilleur disque de jazz de dancefloor en 2013 selon l'Académie de musique Red Bull. L'artiste finno-égyptienne Sara Sayed chante sur le titre  Loa Chant.

## Discographie

### Album
- The 11th Pill (2005, Tam Tam Studio)
- Kiss of Kali (2009, INFRACom!)
- Ritual of the Savage (2010, INFRACom!)
- Isle of Magic (2013, Agogo)
- Lunar Love (2016, Agogo)

### EP
- Perfect Day (2006)
- Kiss of Kali (2008)
- Ritual of the Savage Remix (2010)
- Ritual of the Savage Remix Vol2 (2011)
- Remixed: A Tropical Reconstruction (2013)
- Lunar love (2016)

### Singles
- Locomotive (2008)
- Ash (2010)